# Rosewood
Pour les articles homonymes, voir Rosewood (film) et Rosewood (série télévisée).
Rosewood est une ville fantôme située dans le comté de Levy en Floride. Elle est célèbre pour le massacre de Rosewood qui eut lieu en janvier 1923, au cours duquel des Blancs s'en sont pris aux Afro-Américains de cette petite communauté.
Rosewood est aussi le nom d'une ville fictive dans la série Pretty Little Liars.

## Postérité
En 2003, 80 ans après le massacre, la chambre des représentants de Floride, à l’initiative d’Arnett Doctor, fils de la survivante Philomène Doctor, accorda des réparations aux familles de Rosewood. Le succès de l’affaire fut en grande partie dû au témoignage sous serment de plusieurs survivants, des enfants au moment des événements, et à la déposition d’un Blanc qui a témoigné en faveur des victimes. 
Le nombre officiel de victimes du massacre de Rosewood, selon l’État de Floride, était de huit morts : deux Blancs et six Noirs.
Les survivants fixent ce nombre entre 40 et 150, presque tous des Afro-Américains.
En 1997, John Singleton réalise un film du film du même nom sur le massacre avec notamment Jon Voight, Ving Rhames et Don Cheadle.
En 2004, l'État de Floride a reconnu le site de Rosewood comme une ville fantôme (Florida Heritage Landmark).
En 2014, Eric Bibb rend un magnifique hommage à Rosewood sur son album Blues People